# Синкович, Валент
Валент Синкович (хорв. Valent Sinković, род. 2 августа 1988, Загреб) — хорватский гребец, трёхкратный олимпийский чемпион (2016, 2020, 2024), серебряный призёр Олимпийских игр 2012 года, многократный чемпион мира и Европы.

## Спортивная биография
Первоначально Валент играл в футбол, но после травмы ноги присоединился к своим братьям Матие и Мартину, которые занимались греблей. С 2004 года Валент начал выступать на юниорских чемпионатах мира. В 2006 году Синкович вместе с Дамиром Мартином стал серебряным призёром юниорского первенства мира в двойках парных. В 2008 году Валент вместе со младшим братом Мартином пробились в финал взрослого чемпионата Европы в двойках парных и заняли там 5-е место. На чемпионате мира 2009 года братья Синкович в составе четвёрок парных стали 4-ми.
В сентябре 2010 года Синкович стал серебряным призёром чемпионата Европы в соревновании четвёрок парных. Первого крупного успеха на мировых первенствах Синкович добился в ноябре 2010 года, когда в составе четвёрки парной стал чемпионом мира. Также вместе с Валентом золотую медаль завоевал и Мартин. На следующий год хорватские гребцы вновь попали в число призёров мирового первенства в соревновании четвёрок, придя к финишу третьими.
В 2012 году Валент в составе четвёрки парной принял участие в летних Олимпийских играх 2012 года в Лондоне. И на предварительном этапе, и в полуфинале соревнований хорватский экипаж приходил к финишу первым. С самого старта финального заплыва вперёд вырвалась сборная Германии, которая с каждым метром только увеличивала свой отрыв и в итоге пришла к финишу первой. Хорватская четвёрка по ходу всей дистанции боролась за второе место с австралийцами. На финише Синкович с партнёрами опередили сборную Австралии на 0,44 с. и стали серебряными призёрами Игр. Через два месяца братья Синкович в двойках парных стали чемпионами Европы.
На чемпионате мира 2013 года Синкович в составе четвёрки парной во второй раз в карьере завоевал золотые медали. В 2014 году на первенстве мира Валент и Мартин впервые выступили в двойках парных в рамках чемпионатов мира. По итогам соревнований хорватские гребцы с большим отрывом стали победителями финального заплыва. На мировом чемпионате 2015 года братья Синкович защитили чемпионский титул в двойках, став уже четырёхкратными чемпионами мира.

## Семья
- Старший брат — Матия, младший брат — Мартин Синкович — трёхкратный олимпийский чемпион, многократный чемпион мира в академической гребле.